# 横手市立山内小学校
横手市立山内小学校（よこてしりつ さんないしょうがっこう）は、秋田県横手市山内土渕にある公立小学校。

## 概要
山内小学校は、学制発布により1874年（明治7年）に開校した学校であり、1889年（明治22年）には村内の小学校が本校へと一本化された。各地域の小学校は本校の分校となるものの、1962年（昭和37年）までには各校とも独立している。
ただ、児童数減少により1991年（平成3年）に村内6校を本校へ統合、その後も統合を重ね、2001年（平成13年）には村内ただ一つの小学校となった。

## 沿革
1874年4月14日に土渕字岩瀬にて開校した「山内小学校」が起源となっている。開校後1883年までの間（正確な時期不明）には「土淵小学校」と改称している。同時期には山内地区で以下の学校が開校した。括弧内は開校年月日。
- 吉谷地小学校（1875年5月10日）
- 筏小学校（1874年10月11日）
- 南郷小学校（1874年10月9日）
- 三又小学校（1874年9月16日）

- 小松川小学校（1874年3月14日）
- 大松川小学校（1877年4月1日）
- 黒沢小学校（1874年6月10日）
- 土淵小大沢分校（1883年7月18日）

山内小を除くすべての学校が個人宅を借用して開校していたが、独立校舎の必要性が高まる中、村は財政上の問題で校舎建設に難儀した。そこで、学校が所在する各地区からの建設費補助を求め、村は建設費用の40%（分校は50%）のみを負担することとした。
筏小は、1876年に「筏郷小学校」と改称するとともに、校舎を南郷村字太平（現・横手市山内南郷字太平）へ移転し、南郷小と統合した。ただ、南郷小は通学不便のため程なく分離し分教室を設けた。1985年には太平小学校と改称している。小松川小と大松川小は1884年に統合し「松川小学校」となり、落合にて校舎を新築した。
1889年、町村制によって山内地区の9村（三ツ又村、南郷村、筏村、黒沢村、小松川村、大松川村、平野沢村、土淵村、大沢村）が合併し山内村が発足すると、各地区に設置された学校は山内小学校へと統合され、それぞれ分教場となった。
第二次世界大戦が勃発し、国民学校令が公布された1941年に「山内国民学校」へ、終戦後の学校教育法によって「山内小学校」へと改称された。これを機に、各地区に設置されていた山内小の分校は順次独立し、以下のようになった。
- 松川分校 → 山内北小学校（1947年分離独立、山内中松川分校を附設）
- 南郷分校 → 山内南小学校（1947年分離独立、山内中南郷分校を附設）
- 三又分校 → 山内南小学校三又分校（1954年設置）
- 大沢分校 → 大沢小学校（1954年分離独立）
- 黒沢分校 → 黒沢小学校（1954年分離独立、山内中黒沢分校を附設）
- 筏分校 → 筏小学校（1954年分離独立）
- 山内南小三又分校 → 三又小学校（1954年分離独立、山内中三又分校を附設）
- 吉谷地分校 → 吉谷地小学校（1962年分離独立）

1954年4月1日には山内南小が「南郷小学校」へ、山内北小学校は「松川小学校」へと改称した。
山内村における小学校の児童数は1963年をピークに減少傾向となっており、全国的な例に漏れず少子化の影響を受けていた。これにより、山内小を除く村内の小学校では複式学級が常態化していたことなどを踏まえ、村は1987年に村内小学校の一本化の方針を定めた。1986年の吉谷地小統合に始まり、1990年に松川小、1991年に筏小、1996年に南郷小、1997年に三又小、2001年に黒沢小が山内小へと編入統合した。
それぞれの学校の最終的な所在地や校歌などは以下の通りであった。住所は山内村時代（2005年まで）のもの。
| 校名                 | 住所                                   | 校歌                            | 閉校年 |
| -------------------- | -------------------------------------- | ------------------------------- | ------ |
| 山内村立吉谷地小学校 | 秋田県平鹿郡山内村平野沢字蕨台5番地    | 作詞：小原純 作曲：小野崎晋三   | 1986年 |
| 山内村立筏小学校     | 秋田県平鹿郡山内村筏字久保5番地        | 作詞：高橋俊男 作曲：山崎常四郎 | 1991年 |
| 山内村立南郷小学校   | 秋田県平鹿郡山内村南郷字赤淵30番地     | 作詞・作曲：高橋脩三            | 1996年 |
| 山内村立三又小学校   | 秋田県平鹿郡山内村三又字堂林72番地     | 作詞：高橋肇 作曲：山崎常四郎   | 1997年 |
| 山内村立松川小学校   | 秋田県平鹿郡山内村大松川字上台23番地   | 作詞：高橋弘 作曲：山崎常四郎   | 1990年 |
| 山内村立黒沢小学校   | 秋田県平鹿郡山内村黒沢字田代沢口4番地1 | 作詞：石塚昌男 作曲：榊原隆英   | 2001年 |

## 進学先中学校
- 横手市立横手南中学校 - 主な進学先[13]

## 周辺
- 国道107号
  - 相野々トンネル
- さんない保育園 - 敷地が隣接している
- 山内テニスコート
- 鶴ヶ池公園

## アクセス
- E46 秋田自動車道 / E13 東北中央自動車道 横手ICから車で約15分。
- E46 秋田自動車道 湯田ICから車で約20分。
- 東日本旅客鉄道（JR東日本） 北上線 相野々駅から徒歩で約15分。

## 著名な卒業生
- 中川申也（元プロ野球選手）
- 高橋優（シンガーソングライター）